# Gorenje Skopice
Gorenje Skopice je naselje u Općini Brežice u istočnoj Sloveniji. Gorenje Skopice se nalazi u pokrajini Dolenjskoj i statističkoj regiji Donjoposavskoj. 

## Stanovništvo
Prema popisu stanovništva iz 2002. godine Gorenje Skopice su imale 160 stanovnika.

### Etnički sastav
1991. godina:
- Slovenci: 171 (94,5%)
- Hrvati: 6 (3,3%)
- Jugoslaveni: 2 (1,1%)
- Mađari: 1
- nepoznato: 1

## Vanjske poveznice
- Satelitska snimka naselja  Arhivirana inačica izvorne stranice od 29. srpnja 2017. (Wayback Machine)